# Het feest van de drie tolba
Het feest van de drie tolba is een volksverhaal uit Marokko.

## Het verhaal
Drie tolba wonen in een eenvoudig huis met uitzicht op een zonnige vallei. De bevolking vertrouwt de opvoeding van hun kinderen aan de hen toe, in ruil daarvoor ontvangen ze voedsel. Als een kind vijf verzen van de Koran uit zijn hoofd heeft geleerd, wordt er een bloem op het schrijfplankje getekend. Het kind laat dit thuis zien en wordt met dadels of vijgen beloond. De tolba maken dit eten klaar en eten het samen met het kind op. Vlees krijgen de tolba niet vaak en daarom besluiten ze elke maand een schapenbout voor zichzelf te kopen. Dit herinnert hen aan de duizenden jaren dat hun voorouders schaapherders waren. 
Op zo'n bijzondere maandelijkse feestdag wordt op de deur geklopt. Er staat een uitgeputte man die om onderdak vraagt. De man wordt binnen gelaten en krijgt een kop thee. Het uur van gebed breekt aan en de gast doet zijn gebed. De schapenbout staat op het vuur en de geur van bouillon is overal. De drie tolba voelen er niets voor het vlees met de gast te moeten delen. Ze trekken zich terug op het terras en maken een plan. Ze spreken af te vertellen dat ze de gewoonte hebben de schapenbout 's avonds te koken en dat de volgende ochtend wordt besloten wie de bout mag opeten. Degene die de mooiste droom kan vertellen mag het vlees in zijn eentje opeten. 
De tolba vragen de bezoeker om een bijdrage voor de schapebout en ze gaan alle vier naar bed. De drie tolba vallen snel in slaap, maar de oude man eet de hele schapenbout op. De volgende morgen doen de vier de rituele wassing en drinken koffie. De tolba vertellen over hun dromen en de oude man vertelt over een nachtmerrie. 
De gast vertelt door een dronkenlap te zijn opgevoed en dat hij deze in zijn droom uit de hel zag komen. Met een zwart gezicht en fonkelende ogen bedreigde hij de oude man met een ijzeren knots. Zo werd hij werd gedwongen van de bout te eten, hij vraagt wat de anderen in zijn plaats zouden hebben gedaan. De drie tolba lichtten het deksel van de pan en zien alleen nog botjes. Ze willen nu weten wie de man is, waarop hij zegt een oude taleb te zijn. De drie leerling-geleerden schieten in de lach, ze begrijpen dat ze hun meester hebben gevonden.

## Achtergrond
Dit verhaal is opgetekend uit de mond van een oude Korangeleerde in het grensgebied van Marokko en Algerije. Het bevat een dosis zelfspot en wil erop wijzen dat geestelijken niet alleen van boeken kunnen leven.